# Чернокозово
Черноко́зово — упразднённое в 2024 году село в Наурском районе Чеченской Республики. Включён в черту города Наурская. До 2024 года — административный центр Чернокозовского сельского поселения.

## География
Расположено на левом берегу реки Терек, на автодороге Кизляр—Моздок. В селе находится железнодорожная станция Наурская.
Ближайшие населённые пункты: на севере — хутор Капустино, на юге — село Надтеречное, на юго-западе — станица Наурская, на востоке — станица Мекенская, на северо-западе — село Алпатово.

## История
В 1977 году Указом Президиума ВС РСФСР посёлок при железнодорожной станции Наурская переименован в село Чернокозово, вероятно, в честь Х. П. Чернокозова. На 1 января 1990 года село Чернокозово входило в состав Дзержинского сельсовета (названного в честь Ф. Э. Дзержинского) Наурского района Чечено-Ингушской АССР, в составе которого также находились хутор Капустино и находившиеся на территории сельсовета кошары.

## Население
| 1990 | 2002  | 2010  |
| ---- | ----- | ----- |
| 2404 | ↘1751 | ↗3085 |

Национальный состав
Согласно переписи 2002 года, в Чернокозове проживало 882 мужчины и 869 женщин, 65 % населения составляли чеченцы, 33 % — русские.
Национальный состав населения села по данным Всероссийской переписи населения 2010 года:
| Народ                   | Численность, чел. | Доля от всего населения, % |
| ----------------------- | ----------------- | -------------------------- |
| чеченцы                 | 2412              | 78,18 %                    |
| русские                 | 591               | 19,16 %                    |
| ингуши                  | 19                | 0,62 %                     |
| кумыки                  | 18                | 0,58 %                     |
| другие                  | 37                | 1,20 %                     |
| не указали и отказались | 8                 | 0,26 %                     |
| всего                   | 3085              | 100,00 %                   |

## Колония в Чернокозове
В 1956 году в населённом пункте была открыта исправительная колония усиленного режима с лимитом наполнения 1500 человек.
В 2005 году в Чернокозове на основе следственного изолятора, существовавшего здесь с начала Второй чеченской войны, была создана колония строгого режима. С начала 2000 года изолятор в Чернокозово подвергался критике со стороны различных общественных и правозащитных организаций, отдельных общественных деятелей и СМИ в связи с обвинениями в пытках и издевательствах над заключёнными. Подобные обвинения озвучивались и после создания колонии.
Впоследствии исправительная колония № 2 Управления ФСИН России по Чеченской Республике стала колонией общего режима с участком строгого режима и участком колонии-поселения. Общий лимит наполнения — 590 человек. У колонии есть небольшие участки в городах Грозный и Аргун, последний имеет территорию для сельхозпроизводства площадью 110 га, где выращиваются пшеница и овощи для нужд учреждений всей системы ФСИН в республике.

## Галерея

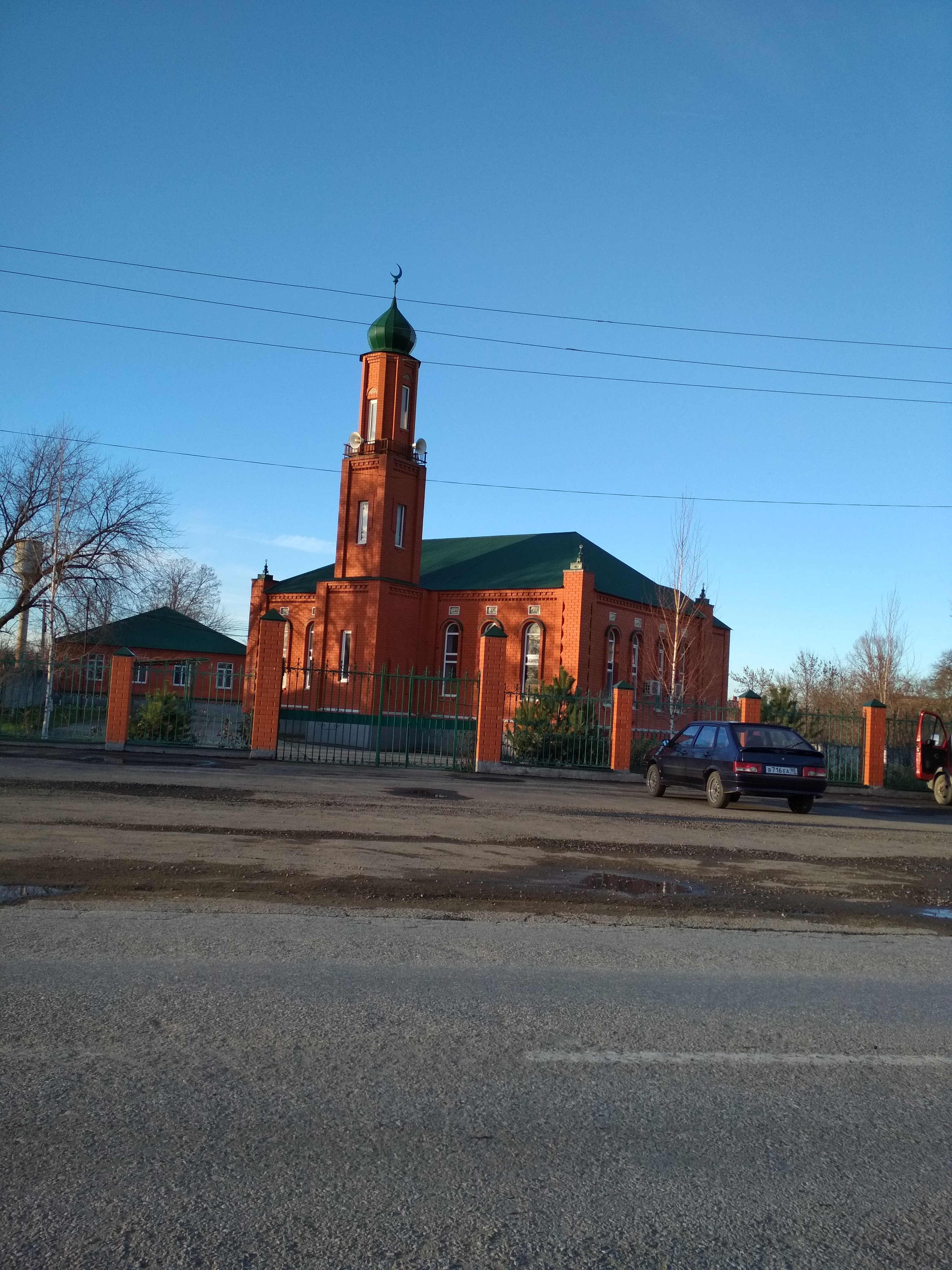
Мечеть
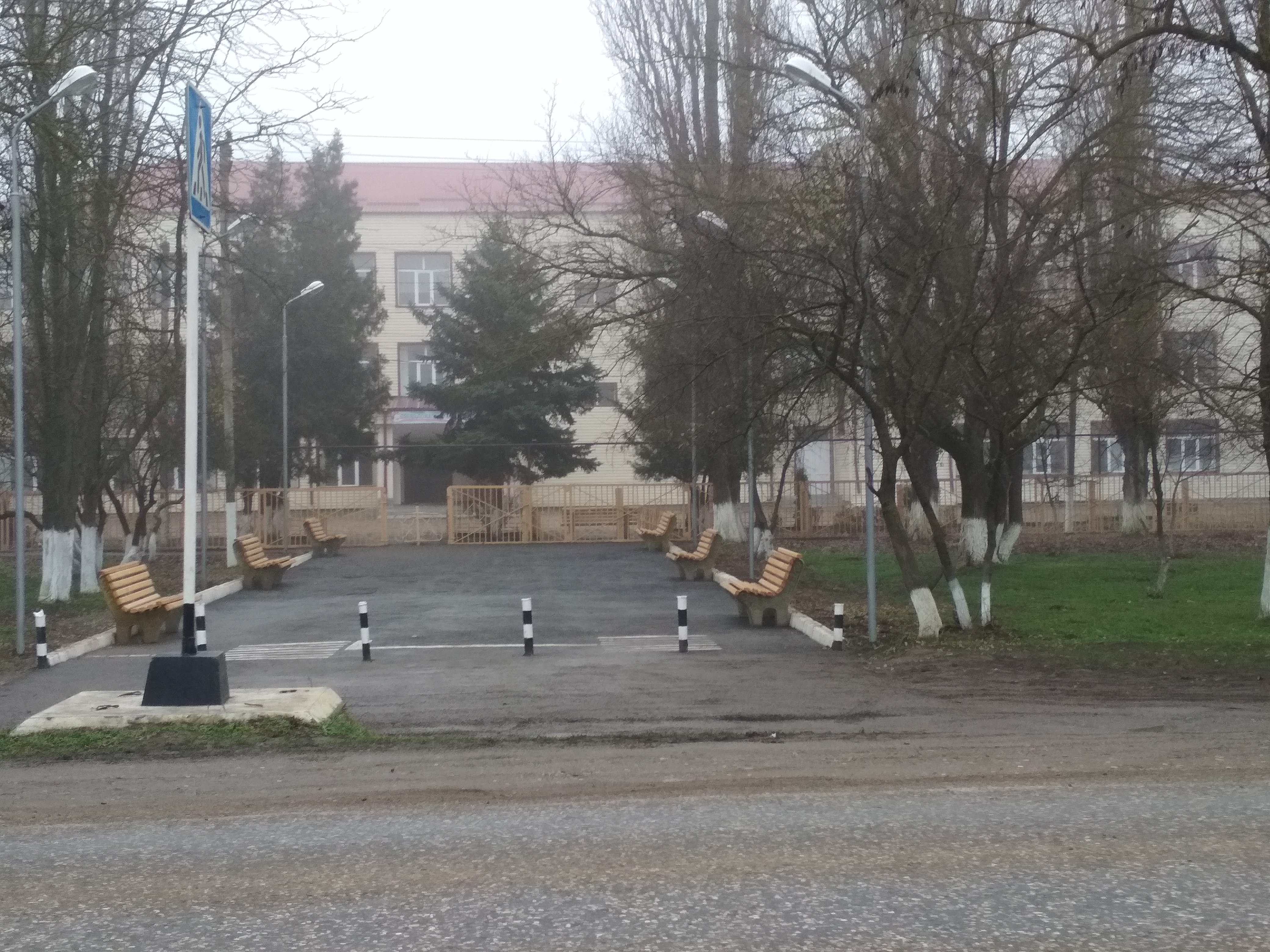
Школа
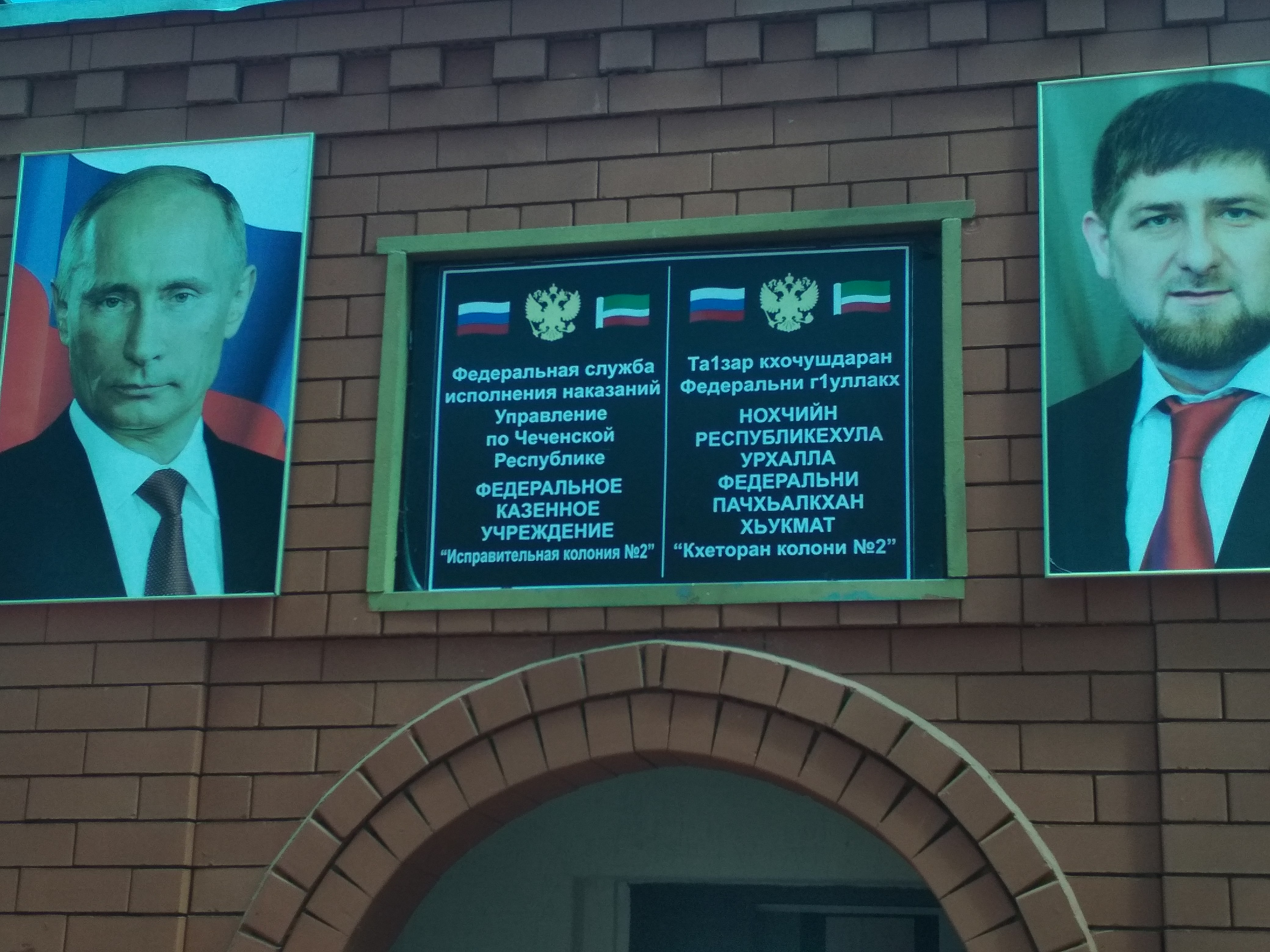
Чернокозовская колония
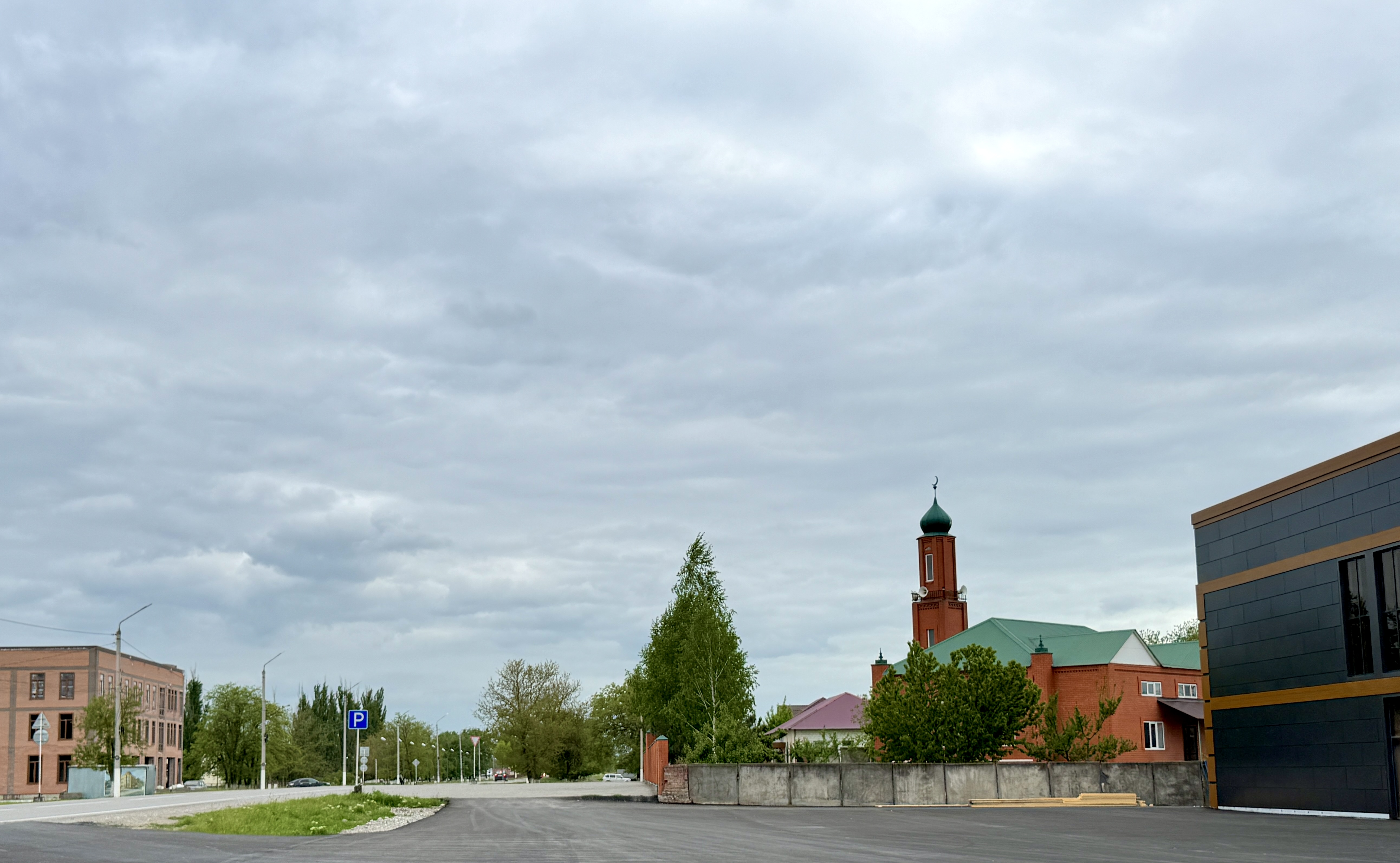
Центр села